# Geranium diffusum
Geranium diffusum là một loài thực vật có hoa trong họ Mỏ hạc. Loài này được Kunth mô tả khoa học đầu tiên năm 1822.